# Fannia perplexa
Fannia perplexa är en tvåvingeart som beskrevs av Nishida 1976. Fannia perplexa ingår i släktet Fannia och familjen takdansflugor. Inga underarter finns listade i Catalogue of Life.